# Кукуш (дем)
 Тази статия е за административната единица.  За града, който е неин център, вижте Кукуш.  
Кукуш (на гръцки: Δήμος Κιλκίς, Димос Килкис) е дем в област Централна Македония на Република Гърция. Център на дема е едноименният град Кукуш (Килкис).

## Селища
Дем Кукуш е създаден на 1 януари 2011 година след обединение на седем стари административни единици – демите Аканджали, Галик, Горчиво езеро, Дойран, Круша, Кукуш и Хърсово по закона Каликратис.

### Демова единица Аканджали
Според преброяването от 2001 година дем Аканджали (Δήμος Μουριών) с център в Гара Аканджали (Статмос Мурион) има 3390 жители и в него влизат следните демови секции и селища:
- Демова секция Гара Аканджали

- гара Гара Аканджали (Σταθμός Μουριών, Статмос Мурион, Гара Муриес)
- село Ерджели (Αλεξάνδρα, Александра)

- Демова секция Аканджали

- село Аканджали (Μουριές, Муриес)
- село Атли (или Аатли, Ехатли, Καβαλλάρης, Каваларис)
- село Кьолеменли (Παλαιό Λιθωτό, Палео Литото)

- Демова секция Попово

- село Попово (Μυριόφυτο, Мириофито)
- село Караджали (Καλλιρρόη, Калирои)
- село Ново Попово (Νέο Μυριόφυτο, Нео Мириофито)

- Демова секция Света Петка

- село Света Петка (Αγία Παρασκευή, Агия Параскеви)

На територията на демовата единица са и днес заличените села Брест (Акролимнио), Карлюбаси (Критика) и Робово (Родонас). Бившите села Горно Горбасово (Ано Сурмена), Долно Горбасово (Като Сурмена) и Чаали (Микровриси) са присъединени към Гара Аканджали. Савджели (Платаниес) и Буламачли (Акакиес) са присъединени към Аканджали.

### Демова единица Галик
Според преброяването от 2001 година дем Галик (Δήμος Γαλλικού) с център в Караджа Кадър (Камбанис) има 7275 жители и в него влизат следните демови секции и селища:
- Демова секция Караджа Кадър

- село Караджа Кадър (Караджа Кади, на гръцки Καμπάνης, Камбанис)
- село Кучокостейка (на гръцки Μύλος, Милос)

- Демова секция Воловот

- село Воловот (или Горно Воловот, Νέα Σάντα, Неа Санда)
- село Долно Воловот (Παντελεήμωνας, Панделеймонас)

- Демова секция Саламаново

- село Саламаново (или Саламанли, Γαλλικός, Галикос)

- Демова секция Хамбаркьой

- село Хамбаркьой (Μάνδρες, Мандрес)

- Демова секция Хасан Абас

- село Хасан Абас (или Хасан Обаси, Πεδινό, Педино)
- село Каваклия (Πέρινθος, Перинтос)

- Демова секция Чоколово

- село Сарджали (Χρυσόπετρα, Хрисопетра)
- село Джевапли (Λαοδικηνό, Лаодикино)
- село Кюлахли (или Кюлели, Πυργωτό, Пиргото)
- село Чоколово (или Чокали, Περιστέρι, Перистери)
- село Шереметлия (Φανάρι, Фанари)

### Демова единица Горчиво езеро
Според преброяването от 2001 година дем Горчиво езеро (Δήμος Πικρολίμνης) с център в Али Ходжалар (Микрокамбос) има 2864 жители и в него влизат следните демови секции и селища:
- Демова секция Али Ходжалар

- село Али Ходжалар (или Алихаджалар, Μικρόκαμπος, Микрокамбос)

- Демова секция Сари пазар

- село Сари пазар (Ανθόφυτο, Антофито)

- Демова секция Карабунар

- село Карабунар (Μαυρονέρι, Мавронери)
- село Горно Постолар (Άνω Απόστολοι, Ано Апостоли)
- село Средно Постолар (Μέσοι Απόστολοι, Меси Апостоли)

- Демова секция Ново Женско

- село Ново Женско (Νέο Γυναικόκαστρο, Нео Гинекокастро)
- село Долно Постолар (Κάτω Απόστολοι, Като Апостоли)
- село Вакъф (Βακούφι, Вакуфи)
- село Кокарджа (Κοκάρτζα, Кокардза)

- Демова секция Хаджилар

- село Хаджилар (Ξυλοκερατιά, Ксилокератия)
- село Гьолбаш (Πικρολίμνη, Пикролимни)
- село Бакеика (Μπακαίικα)

- Демова секция Верланица

- село Верланица (или Верланджа, Παλιό Αγιονέρι, Палио Агионери)

- Демова секция Нова Верланица

- село Нова Верланица (Νέο Αγιονέρι, Нео Агионери)

### Демова единица Дойран
Според преброяването от 2001 година дем Дойран (Δήμος Δοϊράνης) се център село Дойран (Дойрани) има 2208 души и в него влизат следните демови секции и селища:
- Демова секция Патарос

- село Дойран (Δοϊράνη, Дойрани)
- село Патарос (Δροσάτο, Дросато)
- село Гола (Κορυφή, Корифи)

- Демова секция Владая

- село Владая (Ακρίτας, Акритас)

- Демова секция Сурлово

- село Сурлово (или Сурльово, Αμάραντα, Амаранда)
- село Димонци (Άγιος Χαράλαμπος, Агиос Хараламбос)

### Демова единица Круша
Според преброяването от 2001 година дем Круша (Δήμος Κρουσσών) с център в Коркутово (Терпилос) има 6770 жители и в него влизат следните демови секции и селища:
- Демова секция Коркутово

- село Коркутово (или Коркут, Τέρπυλλος, Терпилос)
- село Мутулово (Μεταξοχώρι, Метаксохори)
- село Неманци (или Чомлекчи, Διπόταμος, Дипотамос)

- Демова секция Арбур

- село Арбур (или Арбури, Κορωνούδα, Коронуда)

- Демова секция Върлан

- село Върлан (Αναβρυτό, Анаврито)
- село Колибалар (Πλαγιοχώρι, Плагиохори)

- Демова секция Грамадна

- село Грамадна (Ευκαρπία, Евкарпия)

- Демова секция Долни Тодорак

- село Долни Тодорак (Κάτω Θεοδωράκι, Като Теодораки)
- село Горни Тодорак (Άνω Θεοδωράκι, Ано Теодораки)

- Демова секция Кара Ахматли

- село Кара Ахматли (Κοιλάδι, Килади)
- село Елезли (Καλολίβαδο, Калоливадо)
- село Касъмли (Χειμαδιό, Химадио)

- Демова секция Кушево

- село Кушево (или Кушово, Κοκκινιά, Кокиния)
- село Междурек (Μελισσουργείο, Мелисургио)

- Демова секция Кьосе Мурджели

- село Кьосе Мурджели (Διβούνι, Дивуни)
- село Фанарли (Τριπόταμος, Трипотамос)

- Демова секция Мирово

- село Мирово (Ελληνικό, Елинико)

- Демова секция Мораци

- село Морарци (или Морафча, Αντιγόνεια, Антигония)
- село Исмаили (Исманли, Исмаил, Γάβρα, Гавра)
- село Рамна (Μονολίθι, Монолити)
- село Алексово (Нехире Мутне, Алексия, Μυλοχώρι, Милохори)

- Демова секция Папрат

- село Папрат (Ποντοκερασιά, Пондокерасия)
- село Ходжа махала (Παρόχθιο, Парохтио)

- Демова секция Пейково

- село Пейково (Άγιος Μάρκος, Агиос Маркос)
- село Лелово (Άγιος Αντώνιος, Агиос Андониос)

- Демова секция Планиница

- село Планиница (или Планица, Липлак, Φύσκα, Фиска)
- село Сърчали (Σπουργίτης, Спургитис)

- Демова секция Равна

- село Равна (или Рамна, Ίσωμα, Исома)
- село Кочан (или Кочана, Ριζανά, Ризана)

- Демова секция Раяново

- село Раяново (Βάθη, Вати)

- Демова секция Рошлово

- село Рошлово (или Доганджи, Довандже, Γερακαριό, Геракарио)
- село Сарайли (Παλατιανό, Палатиано)

- Демова секция Севендекли

- село Севендекли (Επτάλοφος, Епталофос)

- Демова секция Хаджи Байрамли

- село Хаджи Байрамли (Θεοδόσια, Теодосия)

- Демова секция Шемница

- село Шемница (или Снефче, Снефча, Енфидже, Κεντρικό, Кендрико)
- село Кара Махмутли (Μαυροπλαγιά, Мавроплагия)
- село Сари Доганли (или Сари Дуанли, Πετράδες, Петрадес)

### Демова единица Кукуш
Според преброяването от 2001 година дем Кукуш има 24 812 жители (2001) и в него влизат следните демови секции и селища:
- Демова секция Кукуш

- град Кукуш (Κιλκίς Килкис)
- село Бела църква (Κολχίδα, Колхида)
- село Серсемли (Ξηρόβρυση, Ксировриси)
- село Сеслово (Σεβαστό, Севасто)
- село Стрезово (Αργυρούπολη, Аргируполи)
- село Шекерлия (Ζαχαράτο, Захарато)
- село Янешево (Μεταλλικό, Металико)

- Демова секция Армутчи

- село Армутчи (Μεγάλη Βρύση, Мегали Вриси)

- Демова секция Гърбашел

- село Гърбашел (Гърбасел, Καστανιές, Кастаниес)

- Демова секция Дурасанли

- село Дурасанли (Μεσιανό, Месиано)
- село Ашикли (Ишикли, Ашиклар, Λεβεντοχώρι, Левендохори)
- село Даутли (Δαφνοχώρι, Дафнохори)
- село Женско (Παλαιό Γυναικόκαστρο, Палео Гинекокастро)

- Демова секция Ени махала

- село Ени махала (Λειψύδριο, Липсидрио)
- село Горно Саръкьой (Άνω Ποταμιά, Ано Потамия)
- село Долно Саръкьой (Κάτω Ποταμιά, Като Потамия)
- село Инанли (Ακροποταμιά, Акропотамия)

- Демова секция Крецово

- село Крецово (Киреч, Χωρύγιο, Хоригио)

- Демова секция Пазарли

- село Пазарли (Μελάνθιο, Мелантио)

- Демова секция Саръгьол

- село Саръгьол (Κρηστώνη, Кристони)

- Демова секция Хаджи Юнус

- село Хаджи Юнус (Σταυροχώρι, Ставрохори)

- Демова секция Хайдарли

- село Хайдарли (Βαπτιστής, Ваптистис)
- село Кириакеика (Κυριακαίικα)

### Демова единица Хърсово
Според преброяването от 2001 година дем Хърсово (Δήμος Χέρσου) има 4482 жители и в него влизат следните демови секции и селища:
- Демова секция Хърсово

- село Хърсово (Χέρσο, Херсо)
- село Крондирци (или Калиндир, Килиндир, Келиндир, Καλίνδρια, Калиндрия)
- село Новоселяни (или Еникьой, Йеникьой, Ελευθεροχώρι, Елевтерохори)
- село Ратеш (или Рапеш, Ηλιόφωτο, Илиофото)

- Демова секция Маловци

- село Маловци (Ηλιόλουστο, Илиолусто)

- Демова секция Усуслу

- село Усуслу (Πλαγιά, Плагия)
- село Ерекли (Κορομηλιά, Коромилия)
- село Поторес (или Потрос, Αγία Κυριακή, Агия Кириаки)

- Демова секция Чугунци

- село Чугунци (Μεγάλη Στέρνα, Мегали Стерна)
- село Калиново (Σουλτογιανναίικα, Султоянейка)
- село Михалово (Μιχαλίτσι, Михалици)

На територията да демовата единица е и днес заличеното село Врагитурци (Вергетур, на гръцки Σωτηρούδα, Сотируда).